# Bogumił Szady
Bogumił Adam Szady (ur. 13 października 1969) – polski historyk, badacz dziejów nowożytnych.

## Życiorys
Absolwent historii Katolickiego Uniwersytetu Lubelskiego, doktorat (2002) i habilitacja (2011) tamże. Kierownik Katedry Historii XVI–XVIII wieku w Instytucie Historii Katolickiego Uniwersytetu Lubelskiego Jana Pawła II. Od 2012 profesor nadzwyczajny w Instytucie Historii PAN (Zakład Atlasu Historycznego). Redaktor naczelny pisma „Studia Geohistorica. Rocznik historyczno-geograficzny”. Zajmuje się: strukturami i organizacją Kościoła łacińskiego w Rzeczypospolitej Obojga Narodów, geografią i kartografią historyczną oraz zastosowaniem systemów informacji geograficznej w naukach humanistycznych

## Wybrane publikacje
- Prawo patronatu w Rzeczypospolitej w czasach nowożytnych, Lublin: Wydawnictwo KUL 2003.
- Geografia struktur religijnych i wyznaniowych w Koronie w II połowie XVIII wieku, Lublin: Wydawnictwo KUL 2010.
- Kościół i społeczeństwo Małopolski w II połowie XVIII w. Materiały źródłowe, t. 1: Ludność i organizacja diecezji krakowskiej, oprac. Bogumił Szady, Lublin: Instytut Europy Środkowo-Wschodniej 2010.